# Bill Graham (saxophoniste)
Bill Graham né le 8 septembre 1918 à Kansas City (Missouri) et mort le 29 décembre 1975, est un saxophoniste de jazz américain.

## Carrière
Il joue du saxophone baryton à l'université de Denver avec Paul Quinichette. Après guerre il joue avec Count Basie, Lucky Millinder, Erskine Hawkins, Ed Wilcox. De 1946 à 1953 il joue et enregistre avec Dizzy Gillespie. Pendant deux ans en 1953-1954 il dirige son propre orchestre et en 1955 retourne dans l'orchestre de Count Basie. Au début de 1958 il est engagé comme saxophoniste alto dans l'orchestre de Duke Ellington pour remplacer Johnny Hodges. Après avoir dirigé de nouveau un orchestre il joue avec Mercer Ellington fin 1959 puis il abandonne sa carrière de musicien et s'engage dans la pédagogie de la musique à New York.

## Discographie
- Duke Ellington at the bal masque CBS  avec D. Ellington 1958
- Dance dates, California 1958 LMR, avec D. Ellington
- Dance concerts, California 1958 LMR avec D. Ellington
- Black, brown and beige CBS avec D. Ellington 1958

## Source
- André Clergeat, Philippe Carles, J.L. Comolli dictionnaire du jazz Bouquins/Laffont 1990 p.398  (ISBN 2-221-04516-5) (BNF 37438350)